# Grace Aguilar
Grace Aguilar (Londres, 2 de junho de 1816 — Frankfurt am Main, 16 de setembro de 1847) foi uma romancista e escritora inglesa, cujo interesse maior era sobre temas da história e religião judaica. Teve desde a infância uma saúde frágil, e com a morte de seu pai foi obrigada a viver de seus próprios recursos.
Depois de alguns dramas e poemas, publicou nos Estados Unidos, em 1842, O Espírito do Judaísmo, em defesa de sua fé e seus professores, e em 1845, A Fé Judaica e A Mulher de Israel. Ela é, no entanto, mais conhecida por seus romances, dos quais os principais são: A Influência do Lar (1847) e Uma Recompensa de Mãe (1850). Sua saúde piorou em 1847, e morreu no mesmo ano em Frankfurt am Main.
Seus outros trabalhos incluem: A Guirlanda Mágica, e O Vale dos Cedros (1850).

## Infância
Aguilar era a filha mais velha de pais descendentes de marranos portugueses, que buscaram asilo na Inglaterra, durante o século XVIII. Para reforçar a sua constituição física, que desde a infância era muito fraca, foi levada para a beira-mar e várias localidades rurais da Inglaterra. Seu amor pela natureza foi cultivado por essas experiências; e aos doze anos de idade dedicou-se, por vontade própria, ao estudo das ciências naturais, aumentando uma coleção de conchas iniciada por ela em Hastings, quando tinha apenas quatro anos de idade, e complementando-a com coleções de mineralogia e botânica.
Grace Aguilar foi educada principalmente por seus pais. Sua mãe, uma mulher culta, de forte sentimento religioso, treinou-a para ler as Escrituras sistematicamente; e, quando tinha catorze anos, seu pai lia regularmente para ela em voz alta, principalmente história, enquanto ela ocupava-se com o desenho e bordado. Foi uma assídua aluna de música até sua saúde tornar-se prejudicada. Sua leitura, especialmente sobre história, foi extensa, e seu conhecimento de literatura estrangeira era grande.

## Trabalhos literários
Aguilar revelou uma tendência literária aos sete anos de idade, quando começou um diário, que continuou quase que ininterruptamente até a sua morte. Antes dos doze anos tinha escrito um drama, "Gustavus Vasa". Seus primeiros versos foram evocados dois anos depois inspirados na paisagem de Tavistock, em Devon. O primeiro produto de sua pena a ser publicado (anonimamente em 1835) foi a coleção de seus poemas, que ela intitulou de "A Guirlanda Mágica". Suas produções são essencialmente histórias e obras religiosas que tratam de assuntos judaicos. Seu primeiro conto baseou-se na história marrana, e seu primeiro romance, na história escocesa, "Os Dias de Bruce" (1852). O mais popular dos contos judaicos é "O Vale dos Cedros, ou o Mártir: Uma História da Espanha no Século XV", escrito antes de 1835, publicado em 1850, e duas vezes traduzido para o alemão e duas vezes para o hebraico. Suas outras histórias, baseadas em episódios judaicos, estão incluídas em uma coleção de dezenove contos, "Cenas Domésticas e Estudos do Coração"; "A Família Perez" (1843) e "O Edital", juntamente com "A Fuga", surgiram na forma de dois volumes separados; os outros foram reimpressões de revistas. Seus contos domésticos são: "A Influência do Lar" (1847) e sua continuação, "Uma Recompensa de Mãe" (1850), ambos escritos no início de 1836, e "Amizade de Mulher" (1851).
A primeira das obras religiosas de Aguilar foi uma tradução da versão francesa de "Israel Defended", pelo marrano Isaac Orobio de Castro, impresso para circulação privada. Foi logo seguido pelo "Espírito do Judaísmo", cuja publicação foi por algum tempo impedida pela perda do manuscrito original. Os sermões do rabino Isaac Leeser, da Filadélfia, haviam caído em suas mãos e, como todas as outras obras judaicas acessíveis, tinham sido ansiosamente lidos. Ela pediu-lhe para revisar o manuscrito do "Espírito do Judaísmo", que foi enviado a ele, mas estava perdido. A autora reescreveu-o; e em 1842 foi publicado na Filadélfia, com notas de Leeser. Uma segunda edição foi publicada em 1849 pela primeira Sociedade de Publicações Judaicas Americana; e uma terceira (Cincinnati, 1864) tem um apêndice contendo trinta e dois poemas (datados de 1838-1847). As notas do editor servem principalmente para marcar dissidências da depreciação de Aguilar da tradição judaica - provavelmente devido à sua ascendência marrana e à sua vida no campo, desconectada da associação com os judeus. Em 1845, foi lançado "As Mulheres de Israel", uma série de retratos delineados de acordo com as Escrituras e Flávio Josefo. Foi logo seguido por "A Fé Judaica: Sua Consolação Espiritual, Orientação Moral, e Esperança Immortal", em trinta e uma cartas, a última datada de setembro de 1846. Este trabalho foi dedicado a uma judia sob a influência cristã, para demonstrar a ela a espiritualidade do judaísmo. A maior parte é dedicada à imortalidade no Antigo Testamento. Outros escritos religiosos de Aguilar, alguns deles escritos logo em 1836, foram reunidos em um volume de "Ensaios e Miscelâneas" (1851-1852). A primeira parte consiste de Sabbath Thoughts sobre passagens bíblicas e profecias; a segunda, de Communings para o círculo familiar.
Em seus escritos religiosos, a atitude de Aguilar era defensiva. Apesar de sua relação quase exclusiva com os cristãos e sua total falta de preconceitos, o seu objetivo, aparentemente, estava a equipar judias inglesas com argumentos contra conversionistas. Investiu contra o formalismo, e insistiu no conhecimento da história judaica e da língua hebraica. Tendo em vista a negligência da língua hebraica por mulheres (a quem modestamente limitou suas expostulações), ela sempre defendeu a leitura das Escrituras na versão inglesa. Seu interesse no movimento de reforma foi profundo; e contudo, apesar de sua atitude para com a tradição, observou as regulamentações rituais pontualmente. Seu último trabalho foi um esboço da "História dos Judeus na Inglaterra", escrito para "Chambers's Miscellany". Em matéria de estilo é a mais acabada de suas produções, livre das exuberâncias e redundâncias que desfiguram os contos publicados, em sua maior parte, a título póstumo por sua mãe. Os defeitos do seu estilo são essencialmente imputáveis à juventude. Com a sua diligência extraordinária, ela levantava-se de madrugada e empregava o dia sistematicamente, e sua crescente capacidade de concentração, deu-lhe a promessa de produções notáveis.
Os últimos anos de vida de Aguilar foram repletos de provações familiares. Em 1835 ficou gravemente enferma, desde então nunca mais se recuperou. Finalmente sua crescente fraqueza e sofrimento obrigaram-na a mudar de ares, e em 1847 uma viagem continental foi-lhe arranjada. Antes de sua partida algumas senhoras judaicas de Londres ofereceram-lhe um presente e uma comovente mensagem referindo-se às suas realizações em favor do judaísmo e das mulheres judias. Aguilar visitou seu irmão mais velho em Frankfurt am Main, e no início parecia se beneficiar com a mudança; mas após algumas semanas, teve de recorrer aos banhos de Bad Schwalbach. Sintomas alarmantes exigiram seu retorno a Frankfurt, e lá morreu em 16 de setembro de 1847. Seus restos mortais foram sepultados no cemitério judeu. Suas últimas palavras, escritas por seus dedos, foram: "Embora Ele me mate, eu ainda confio Nele", e em seu epitáfio está escrito: «Dai-lhe do fruto das suas mãos, e de público a louvarão as suas obras.» (Provérbios 31:31).

## Publicações
- Woman's Friendship: A Story Of Domestic Life (1850)
- The Vale of Cedars; Or, The Martyr (1851)
- Home Influence: A Tale for Mothers and Daughters (1856)
- The Mother's Recompense, Volume 1, 2 (1859)
- The Days of Bruce Vol. 1 (1871)
- Home Scenes and Heart Studies (1876)